# قول على قول (برنامج إذاعي)
قول على قول برنامج إذاعي مسلسل كان يذيعه الأديب الكاتب والإعلامي حسن الكرمي في إذاعة راديو بي بي سي (عربي) البريطانية بلندن حول الشعر العربي وثقافته. وقد جَمع الكتاب في أكثر 12 مجلدا بنفس الاسم.

## تاريخ
برنامج «قول على قول» عبارة عن أسئلة كانت توجه من مختلف العالم العربي وغيرالعربي للمقدم حسن سعيد الكرمي حيث يجيب على الأسئلة بأجوبة موضوعية مجردة ملتزماً أسلوب الإمتاع والتسلية. وكانت فكرة البرنامج تقوم على الثقافة الشعرية. وكان يستعرض الكرمي أبيات الشعر وأصحابها والمناسبات التي قيلت فيها. وقد استمر البرنامج لأكثر من ثلاثة عقود وتحديدا 33 عاما. وبعد عودته إلى عمان وتفرغه للكتابة في عام 1968م، جمع الأديب العلامة حسن الكرمي محتوى برنامجه في كتاب يضم أربعة عشر مجلدا بعنوان «قول على قول»؛ وذلك بموافقة من بي بي سي. وقد ساعدت الكرمي معرفته الواسعة بالتراث وحفظه آلاف الأبيات من الشعر العربي لكي يستطيع الإجابة عن أسئلة المستمعين.

### أسلوب البرنامج
كان المقدم يفتتح البرنامج بعبارة مشهورة «وسألني سائل من القائل، وما المناسبة؟»، وبعدها يستعرض البيت الشعري الذي جاءه من السائل في مجموعة من الأبيات أو قصيدة، ثم يذكر اسم القائل (الشاعر)، ومن ثم يشرح المناسبات التي ألقى الشعر. أحيانا لا يتوقف عند هذا، بل يستمر ويذكر بعض المواقف التي ورد فيها البيت أو القصيدة. وكان يضيف على أنه لم يقصد بأجوبته في البرامج أن تكون دراسة أدبية ولغوية مستقصاة، بل إنما أرادها أن تكون للإمتاع والتسلية والتعريف بشيء من ذخائر الأدب العربي وطرائفه.
نموذج من إحدى حلقات البرنامج:
| قول على قول (برنامج إذاعي) | سألني السيد/ هربال محمد من طانطان في المغرب يقول: من القائل وما المناسبة: ولو كان لي قلبان عشت بواحد *** وأفرطت قلبا في الهواك يعذب هذا البيت لشاعر اسمه الوراق من أبيات أربعة أوردها له "الأغاني" في الكتاب، وهي: ولو كان لي قلبان عشت بواحد *** وأفرطت قلبا في الهواك يعذب ولكنما أحيى بقلب مروع *** فلا العيش يصفو لي ولا الموت يقرب تعلمت أسباب الرضا خوف هجرها *** وعلمني حبي لها كيف أغضب ولي ألف وجد قد عرفت مكانه *** ولكن بلا قلب إلى أين أذهب ورأيت في الكشكول للعامري حكاية جاء فيها عن بعض الثقات أنه قال: وجدت في بعض أحياء بني عذرة لما نزلت فيها أن رجلاً كان هناك من أجمل الرجال وجها وأحسنهم خلقا كان في ذلك الوقت يحب فتاة حباً شديدا. فجئت إليه فوجدته ضعيف الجسم وأنحل من الخلل، وهو يوقد نارا تحت قدره ويردد أبياتاً ويقول في هذه الأبيات التي حفظتها عنه: فلا عنك لي صبر ولا فيك حيلة *** ولا عنك لي بد ولا عنك مهرب ولي ألف قلب قد عرفت طريقها *** ولكن بلا قلب إلى أين أذهب فلو كان لي قلبان عشت بواحد *** وأفرطت قلبا في هواك يعذب وللحكاية بقية، لا حاجة لنا بها. | قول على قول (برنامج إذاعي) |